# Ojo Amarillo (Nuevo México)
Ojo Amarillo es un lugar designado por el censo ubicado en el condado de San Juan en el estado estadounidense de Nuevo México. En el Censo de 2010 tenía una población de 766 habitantes y una densidad poblacional de 150,51 personas por km².

## Geografía
Ojo Amarillo se encuentra ubicado en las coordenadas 36°41′39″N 108°22′13″O / 36.69417, -108.37028. Según la Oficina del Censo de los Estados Unidos, Ojo Amarillo tiene una superficie total de 5.09 km², de la cual 5.09 km² corresponden a tierra firme y (0%) 0 km² es agua.

## Demografía
Según el censo de 2010, había 766 personas residiendo en Ojo Amarillo. La densidad de población era de 150,51 hab./km². De los 766 habitantes, Ojo Amarillo estaba compuesto por el 0.65% blancos, el 0% eran afroamericanos, el 95.82% eran amerindios, el 0% eran asiáticos, el 0% eran isleños del Pacífico, el 0.26% eran de otras razas y el 3.26% pertenecían a dos o más razas. Del total de la población el 4.31% eran hispanos o latinos de cualquier raza.